# 致敬 (欧洲封建制度)
致敬（英语：homage；法语：hommage；中世纪拉丁语：hominaticum，意为“关于人的”）是中世纪欧洲封建制度中的一项重要仪式，用以确立领主与附庸之间的从属关系。在这一仪式中，附庸通过象征性行为表达对领主的尊敬与服从，并由此获得领地的象征性授权（即授职仪式，investiture）。致敬仪式是附庸向领主表明“我是您的人”（“I am your man”）的庄重承诺。
致敬不同于效忠（fealty）。后者义务较轻，可向多个领主宣誓，而致敬仅能对一位主君履行，因为附庸不能同时为多位领主效命。

## 仪式
仪式一般包括附庸跪地、双手合十置于领主手中，仿佛祈祷之姿，并向领主口头宣誓效忠。部分情况下，仪式还包括“亲吻礼”（osculum），象征友谊与忠诚。这一仪式有时被视为源于中世纪早期的“推荐仪式”（commendatio），反映出父子般的相互义务关系。
领主承诺对附庸给予保护与扶持，通常包括授予庄园土地的使用权；附庸则承诺提供忠诚、军事援助和参与领主议政等义务。

## 案例
英格兰金雀花王朝的君主虽在英格兰是主权君王，但在法国却是诺曼底、安茹等地的公爵或伯爵，必须向法国国王行致敬之礼。例如亨利二世即在誓言中加入“我在海外所领之地”这一限制，以明确英格兰本土不在致敬义务之列。
1204年，英王约翰失去诺曼底，许多拥有英法两地领地的贵族被迫择边。部分贵族如威廉·马歇尔等与法王达成协议：若一年一日内约翰无法收复诺曼底，他们将向法王致敬。类似的权宜安排反映出封建忠诚关系在现实政治中的弹性。
1285年，法王腓力三世要求英王爱德华一世为加斯科涅出兵援法对抗阿拉贡，爱德华因未对法王行致敬而拒绝出兵。直至腓力四世继位，爱德华才为维持和平，象征性地履行致敬，并附加声明此举仅根据先王之间之和约条款而行。